# Franz Moufang
Franz Josef Wilhelm Leo Maria Moufang (* 19. April 1893 in Heidelberg, Großherzogtum Baden, Deutsches Kaiserreich; † 29. Mai 1984 in Heidelberg, Baden-Württemberg, Bundesrepublik Deutschland) war ein deutscher Jurist, Stadtoberrechtsrat, Leiter des Kulturreferats Heidelberg, Leiter des Friedensgerichts, Kunstsammler. und Träger des Ordens vom Zähringer Löwen.

## Familie

Julie Moufang mit ihren Söhnen links stehend der älteste Sohn Nicola, rechts vom Bildrand überschnitten der zweitälteste Eugen, der früh verstorbene Fritz links unten im Bild und Franz auf dem Schoß der Mutter

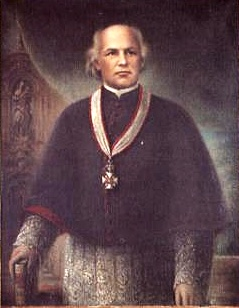
Franz Christoph Ignaz Moufang, Großonkel der Heidelberger Moufang Brüder, Diözesanadministrator des Bistums Mainz, von 1851–1890 Regens des 1805 neu gegründeten Mainzer Priesterseminares

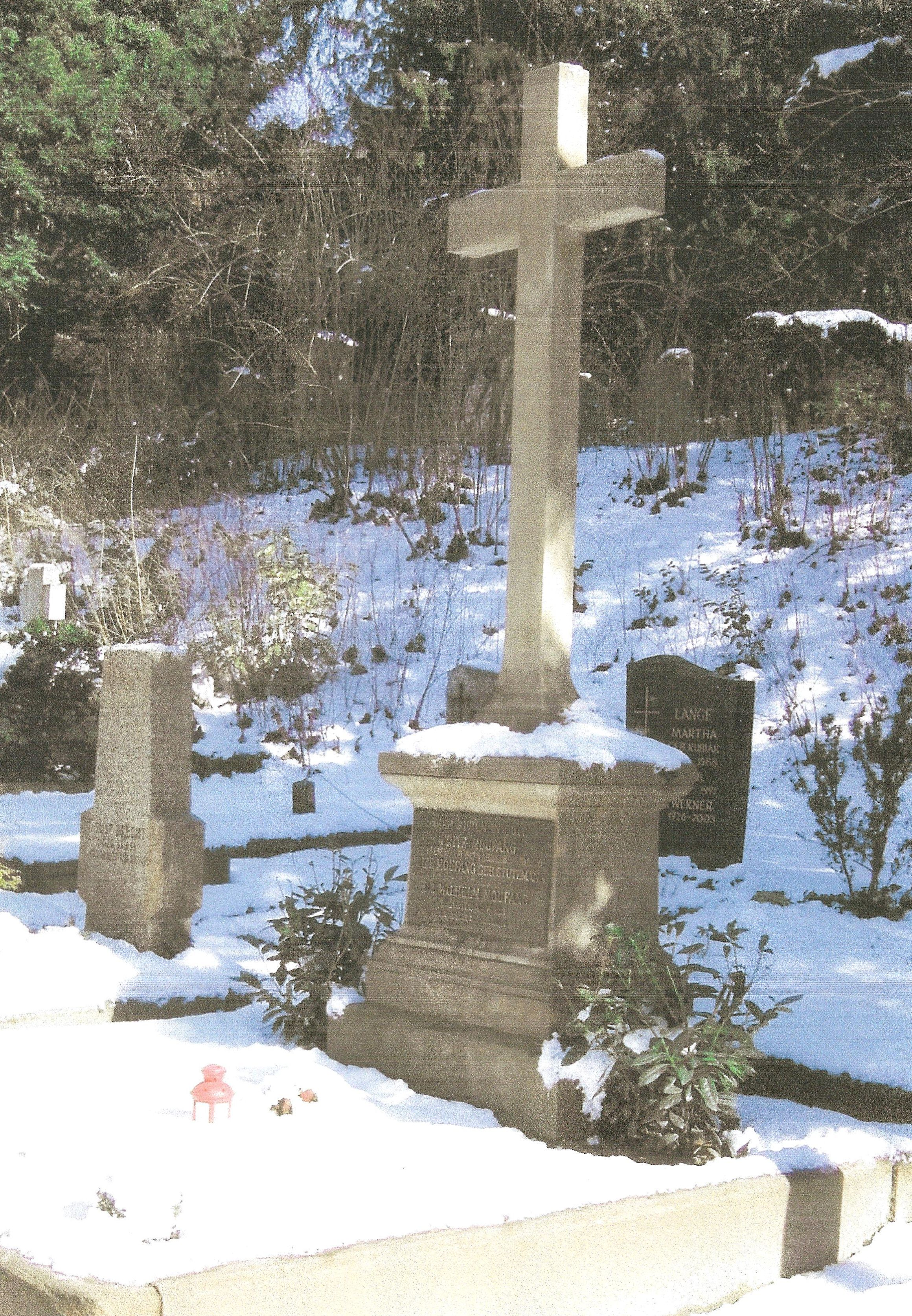
Grabstätte der Eltern von Franz Moufang, errichtet im Jahr 1906 anlässlich des Todes ihres früh verstorbenen Sohnes Fritz Moufang (1887–1906). Hier wurden 1938 seine Mutter Julie Philippine Moufang, geb. Stutzmann und 1942 sein Vater Wilhelm Moufang beigesetzt. Nicola Moufang, der älteste der Moufang Brüder fand 1967 in diesem Familiengrab seine letzte Ruhe. Nach 40-jähriger Totenruhe von Nicola Moufang wurde die Grabanlage 2007 von seinen Erben aufgelassen. Sie wurde als Kulturgut unter Denkmalschutz gestellt und wird seit 2009 in Patenschaft unterhalten und gepflegt. Heidelberger Bergfriedhof (Abt.D)

Franz Moufang war der zweitjüngste Sohn von Wilhelm Moufang, promovierter Jurist und Rechtsanwalt in Heidelberg, (* 6. Januar 1852 in Mainz; † 30. Januar 1942 in Heidelberg) und seiner Ehefrau Julie Moufang, geb. Stutzmann (* 14. Februar 1857 in Wiesbaden-Biebrich; † 29. September 1938 in Heidelberg). Wilhelm Moufang seniors Schwester, Wilhelmine Katharina Moufang, war vermählt mit Nicola Racke.
Franz Moufang hatte vier Brüder, Nicola Moufang (* 30. Mai 1886 in Heidelberg; † 11. April 1967 ebenda), Fritz Moufang (* 5. Oktober 1887 in Heidelberg; † 10. März 1906 ebenda), Eugen Moufang (* 7. Januar 1889 in Heidelberg; † 15. April 1967 ebenda) und Wilhelm Moufang (* 4. Oktober 1895 in Heidelberg; † 21. Januar 1989 in Neckargemünd). Zu Moufangs bedeutenden Mainzer Vorfahren gehören Friedrich Lennig, Adam Franz Lennig, Christoph Moufang und der Religionshistoriker und Indologe Edmund Hardy.
Franz Moufang war in erster Ehe verheiratet mit der Konzertpianistin Margret Moufang, geb. Joeres (* 28. August 1902 in Dortmund; † 28. August 1965 in Heidelberg), der Schwester der Schauspielerin Charlotte Joeres. In zweiter Ehe war Moufang mit der Pianistin Margarethe Deta Moufang, geb. Schwanfeldt, verw. Stange, (* 26. August 1900 in Kurland; † 5. Mai 1998 in Hamburg), verheiratet. Seine zweite Frau überlebte ihn um 14 Jahre. Aus Franz Moufangs erster Ehe gingen ein Sohn und eine Tochter hervor. Zu seinen Enkeln zählen Alexis Grammatidis, promovierter Zahnarzt und Kieferorthopäde, der Komponist und Klangkünstler David Moufang und Gabriel Grammatidis, diplomierter Kaufmann, Systementwickler und internationaler Referent.

## Leben

### Ausbildung
Franz Moufang besuchte wie seine Brüder, Nicola, Fritz, Eugen und Wilhelm das Kurfürst-Friedrich-Gymnasium Heidelberg. Franz Moufang wurde 1903 als Sextaner dort eingeschult. Alle vier Brüder, auch der damals noch lebende fünfte Bruder Fritz, legten ihr Abitur an diesem Gymnasium mit sehr guten Noten ab.
Die vier Brüder studierten dem Wunsch ihres Vaters entsprechend Rechtswissenschaften. Franz Moufang studierte an der Albert-Ludwigs-Universität Freiburg, während seiner Freiburger Studienzeit lebte er dort im Haus seiner Tante Anna Maria Probst, geb. Moufang, einer Schwester seines Vaters Wilhelm Moufang senior. Anschließend studierte er einige Semester an der Ludwig-Maximilians-Universität München. Danach kehrte Moufang an die Ruprecht-Karls-Universität Heidelberg zurück und legte dort seine juristischen Examina ab. Alle vier Brüder absolvierten beide Examina an der Ruprecht-Karls-Universität und wurden von deren Juristischer Fakultät zum Dr. jur. promoviert.
Nachdem am 1. August des Jahres 1914 der Erste Weltkrieg ausgebrochen war, musste Franz Moufang sein Jurastudium, das er 1912 aufgenommen hatte, nach den ersten Semestern, für die nächsten vier Jahre, bis zum Kriegsende 1918 unterbrechen.

### Zeit des Ersten Weltkrieges
1914, mit 21 Jahren, meldete sich Franz Moufang als Kriegsfreiwilliger zum Einsatz an die Front. Er rückte als Kavallerist, bei dem 1. Badischen Leib-Dragoner-Regiment Nr. 20 in Karlsruhe ein. Dem Familienkodex gehorchend, hatten sich auch sein 28-jähriger Bruder Nicola, sein 25-jähriger Bruder Eugen und sein 19-jähriger Bruder Wilhelm als Freiwillige zu den Waffen gemeldet.
Wilhelm Moufang rückte ebenfalls bei dem 1. Badischen Leib-Dragoner-Regiment Nr. 20 in Karlsruhe ein. Er kehrte als schwer verwundeter Kavallerist, hoch dekoriert, aus der Schlacht an der Westfront zurück in die Heimat.
Wie die meisten deutschen Soldaten zogen die vier Moufang Brüder 1914 in dem Glauben in den Krieg, zu Weihnachten selbigen Jahres wieder in der Heimat zu sein. Das Deutsche Volk glaubte an einen kurzen Kampf und einen schnellen Sieg.
Franz Moufang kämpfte seine erste Schlacht mit dem Leib-Dragoner-Regiment an der Westfront. Anschließend nahm er mit seiner Einheit am Kampfgeschehen an der Ostfront teil. Moufang wurde mit dem Eisernen Kreuz II. Klasse und dem Orden vom Zähringer Löwen II. Klasse mit Schwertern dekoriert. Er verließ den Heeresdienst nach Kriegsende 1918 als Leutnant der Reserve. Franz Moufang hatte vier Jahre im Ersten Weltkrieg im Fronteinsatz gekämpft.

### Weimarer Republik
Nach dem Ende des Ersten Weltkrieges setzte Franz Moufang sein Jurastudium an den oben genannten Universitäten fort. 1923 konnte er sein 2. Staatsexamen an der Ruprecht-Karls-Universität Heidelberg ablegen und mit einer Dissertation zu der Thematik Das Alter der Volljährigkeit in Deutschland, seine Promotion zum Dr. jur. von der dortigen Juristischen Fakultät erhalten.
Franz Moufang ließ sich als Rechtsanwalt nieder. Er wurde Syndikus der Deutschen Werkstätten Hellerau, trat als Sozius der Heidelberger Anwaltspraxis seines Vaters bei und arbeitete als niedergelassener Rechtsanwalt in der väterlichen Kanzlei bis zum Ausbruch des Zweiten Weltkrieges.

### Zeit des Zweiten Weltkrieges
Im Jahr 1939, dem Beginn des Zweiten Weltkrieges, bekam Franz Moufang, Leutnant der Reserve, einen Marschbefehl. Dieses Mal hatte Moufang den Gang an die Front nicht freiwillig gewählt. Zurück ließ er seine Frau, die das erste gemeinsame Kind erwartete. Moufang nahm an einem Gefecht im Westfeldzug teil. Anschließend kämpfte Moufang unter Generalfeldmarschall Rommel im Afrikafeldzug in der ersten und der zweiten Schlacht von El Alamein bis zur Kapitulation der Wehrmacht in Nordafrika im Jahr 1943.
Danach wurde Moufang mit seiner Einheit an die Ostfront verlegt. Er kämpfte in Norwegen und schließlich im Winter 1944/1945 in der Ukraine in der Heeresgruppe Südukraine, im Zeichen des "Russlandfeldzuges 1941", der mittlerweile zum Deutsch-Sowjetischen Krieg ausgeufert war, bis zur bedingungslosen Kapitulation der Wehrmacht am 7. Mai 1945. Er verließ den Heeresdienst nach Kriegsende 1945 als Major der Reserve. Moufang hatte im Zweiten Weltkrieg sechs Jahre an der Front gekämpft.
Nach der Kapitulation erfolgte der Rückzug über Ungarn, die Tschechoslowakei, und Österreich. In den Tauern geriet Franz Moufang als Kriegsgefangener des Zweiten Weltkrieges in Amerikanische Kriegsgefangenschaft. Im Juni 1945 wurde Franz Moufang aus der Kriegsgefangenschaft entlassen und "kehrte in einem Augenblick nach Heidelberg zurück, indem es galt, Ordnung im Chaos zu schaffen." "Die Amerikaner chauffierten die freigelassenen Heidelberger Soldaten bis zum Karlstor, ließen sie von den LKWs absteigen, und von dort liefen die Heimkehrer dann nach Hause."
Heidelberg war von der Bombardierung durch die alliierten Großmächte verschont geblieben. Moufangs Frau Margret hatte, mit den mittlerweile zwei gemeinsamen kleinen Kindern, vor den schweren Luftangriffen auf die etwa 15 Kilometer von Heidelberg entfernt, in der Rheinebene gelegenen Industriestädte Mannheim und Ludwigshafen am Rhein, so oft sie konnte, Zuflucht auf dem Heidelberger Kohlhof gesucht. Hier lebte in diesen Jahren Igor von Jakimow, ein enger Freund der Familie. Auch Wolfgang Fortner machte in jenen Jahren schon häufig Quartier auf dem Kohlhof.

### Treuhänder der amerikanischen Besatzungsmacht und Kulturreferent der Stadt Heidelberg
Franz Moufang wurde im Juni 1945, direkt nach seiner Entlassung aus der amerikanischen Kriegsgefangenschaft, von Ernst Walz, damals Präsident von Württemberg-Baden, als Verkehrsreferent in dessen Regierung berufen. Als Verkehrsreferent war Moufang auch Treuhänder für das ehemalige Reichsvermögen des Deutschen Reiches 1933 bis 1945 in der Besatzungszone der amerikanischen Besatzungsmacht.
Ende 1945 gab Franz Moufang seine Ämter in der Württemberg-Badischen Regierung auf und wurde noch im gleichen Jahr beamteter Jurist der Stadt Heidelberg, berufsmäßiger Stadtrat, und zum Leiter des Kulturreferates der Stadt Heidelberg ernannt.
Das Amt des Kulturreferenten bekleidete Moufang für sechs Jahre. Dank der intensiven Unterstützung von Franz Moufang gelang es mit Dr. Fritz Henn, Musikdirektor von 1945 bis 1947, die ersten 21 Musiker nach dem Zweiten Weltkrieg für das im Jahr 1889 gegründete Orchester unter dem Namen "Städtisches Orchester" Heidelberg, heute Philharmonisches Orchester der Stadt Heidelberg, zusammenzuführen und zu verpflichten.
Nachdem wieder Konzertveranstaltungen möglich waren und auch die Oper wieder ein Repertoire einstudieren konnte, widmete sich Moufang dem Wiederaufbau der Städtischen Bühne Heidelberg und des Balletts. Er erreichte binnen eines Jahres, ein funktionsfähiges Ensemble auf die Beine zu stellen.
Parallel zu diesen Engagements organisierte Franz Moufang die erste Ausstellung moderner Kunst, der so genannten entarteten Künstler nach dem Ende der Nazidiktatur im Heidelberger Amerika-Haus, dem DAI. Unter den damaligen Exponaten waren auch Arbeiten des Malers Josef Scharl aus Moufangs Privatbesitz sowie viele weitere bedeutende Leihgaben zu sehen.

### Leiter des Friedensgerichts und stellvertretender Leiter des Heidelberger Kunstvereins
Von 1951 an amtierte Franz Moufang im Rathaus Heidelberg, im damaligen historischen Prinz-Karl-Gebäude, einem Barockbau aus dem frühen 18. Jahrhundert, als Leiter des Friedensgerichts und Friedensrichter. Nach Erreichung seines Pensionsalters, im Jahr 1960, wurde Franz Moufang, mittlerweile zum berufsmäßigen Stadtoberrechtsrat der Stadt Heidelberg befördert, in den Ruhestand verabschiedet.
Neben Moufangs hohem Pflichtbewusstsein als beamteter Diener der Stadt, wurde er als leidenschaftlicher Kunstsammler und großer Kenner der zeitgenössischen Malerei, Grafik, Plastik und Skulptur im Jahr 1947, als er das Amt des Kulturreferenten der Stadt Heidelberg bekleidete, beratender Beirat des Heidelberger Kunstvereins. Von 1955 bis 1965 war er stellvertretender Leiter des Heidelberger Kunstvereins, 1965 wurde er zum Ehrenmitglied ernannt.
Während der sechs Jahre dauernden Amtszeit von Franz Moufang als Kulturreferent der Stadt Heidelberg von 1945 bis 1951 und darüber hinaus bis in die Mitte der sechziger Jahre, war es im Hause Moufang zur Gepflogenheit geworden, nach einer Theater-, Opern- oder Konzert-Premiere die jeweiligen Künstlerischen Leiter, Kapellmeister, Dirigenten, Choreografen, Dramaturgen oder Kuratoren, Schauspieler, Tänzer oder Solointerpreten auf einen kleinen Empfang in ihre Wohnung zu bitten.
Oft ergab sich dann noch einmal die Gelegenheit einem kleinen Klavierspiel, einer Arie, oder einer Rezitation in entspannter Runde zu lauschen. Ausnahmslos jeder Gast musste sich am Ende eines Abends in die Gästebücher von Franz und Margret Moufang eintragen. Franz Moufang führte seine Gästebücher ebenso konsequent, wie sein Bruder Nicola dies tat. Um es den Gästen leicht zu machen, dieser Bitte zu folgen, notierte Franz Moufang bereits Anlass, Jahr, Monat und Tag. Der Gast wurde lediglich gebeten, zu signieren. Selbstverständlich sah es Franz Moufang sehr gerne, wenn nebenbei auch noch eine Zeichnung, ein sinniger Spruch, geistreicher Aphorismus oder ein selbst verfasstes Gedicht, eingetragen wurde. Als Papier für die bei dem Buchbinder eigens in Auftrag gegebene Herstellung der Gästebücher wurde handgeschöpftes Büttenpapier verwendet.
Die Gastlichkeit des Ehepaares Moufang nahm ein jähes Ende, als Margret Moufang im Frühling 1965 an einem gutartigen Gehirntumor erkrankte, den man mit den damaligen chirurgischen Möglichkeiten nicht operieren konnte. Margret Moufang verstarb an ihrem Geburtstag, dem 28. August 1965.
Zum Kreis um Franz und Margret Moufang gehörten neben anderen: Hilde Domin, Hasso Gehrmann und seine Frau Signe, eine Schülerin der Goldschmiedin Käthe Ruckenbrod, Hanna Grisebach, August Grisebach, Will Grohmann, Gustav Friedrich Hartlaub, Brigitte Heiliger-Kramm, Bernhard Hoetger, Eugène Ionesco, Jens Christian Jensen, Daniel-Henry Kahnweiler, Gert Kalow, Georg Kolbe, Willibald Kramm, Max Laeuger, Klaus Mugdan, Hanna Nagel, Emil Nolde und seine Frau, Bruno Paul,
Hans Pfitzner, Georg Poensgen, Richard Riemerschmid, Edwin Scharff, Josef Scharl und Wilhelm Schnarrenberger.
Im Besitz des Edwin Scharff Museums in Neu-Ulm befinden sich zwei Bronzeplastiken der Eltern von Franz Moufang, eine Büste von Wilhelm Moufang senior und ein Relief von seiner Frau Julie Stutzmann aus der Zeit um 1920.

### Späte Jahre

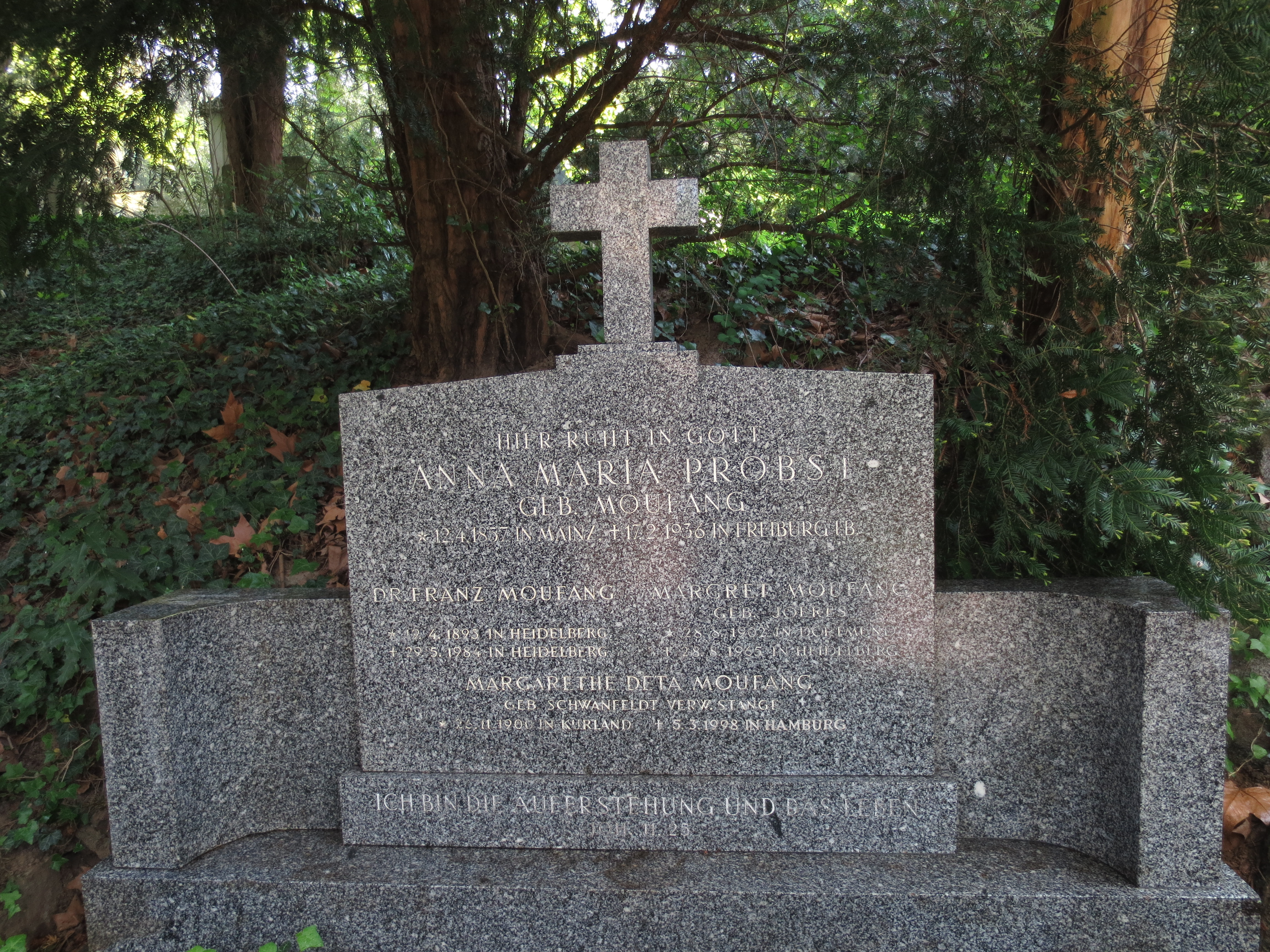
Familiengrab Franz Moufang auf dem Heidelberger Bergfriedhof (Abt.D). Hier ruht auch seine Tante Anna Marie Probst geborene Moufang, eine der beiden Schwestern seines Vaters Wilhelm Moufang senior. Nach der 30-jährigen Totenruhe von Dr. jur. Franz Moufang haben seine Erben die Grabstätte aufgelassen. Seitdem wird sie in einer Patenschaft weiter unterhalten und gepflegt.

Franz Moufangs Mutter Julie Moufang geborene Stutzmann mit ihrer Schwester Marie Stutzmann links im Bild auf einem Foto um 1880

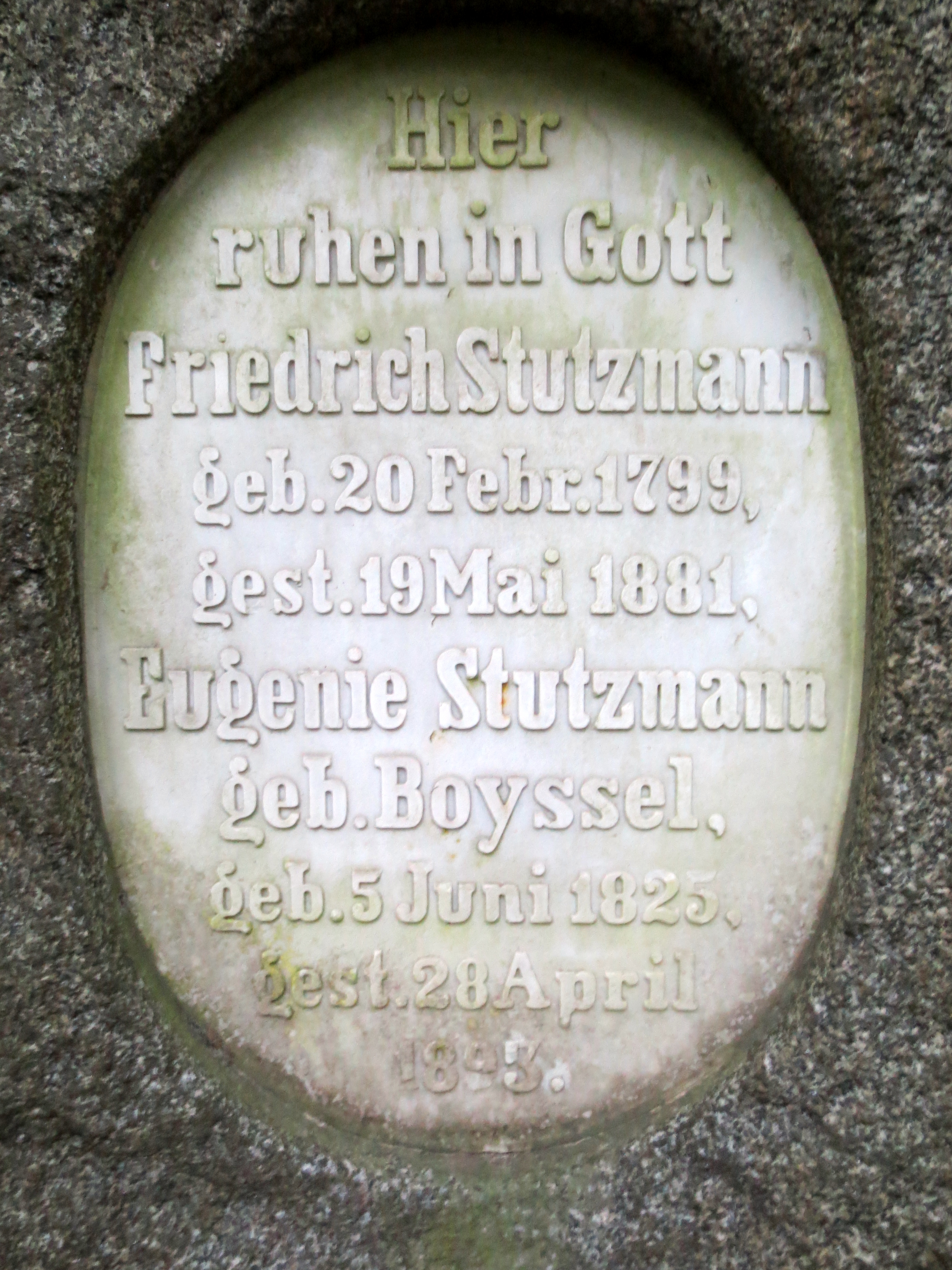
Grabmal der Großeltern von Franz Moufang, Friedrich Stutzmann ⚭ Eugenie Stutzmann geborene Boyssel, auf dem Heidelberger Bergfriedhof (Abt.D), in der Professorenreihe

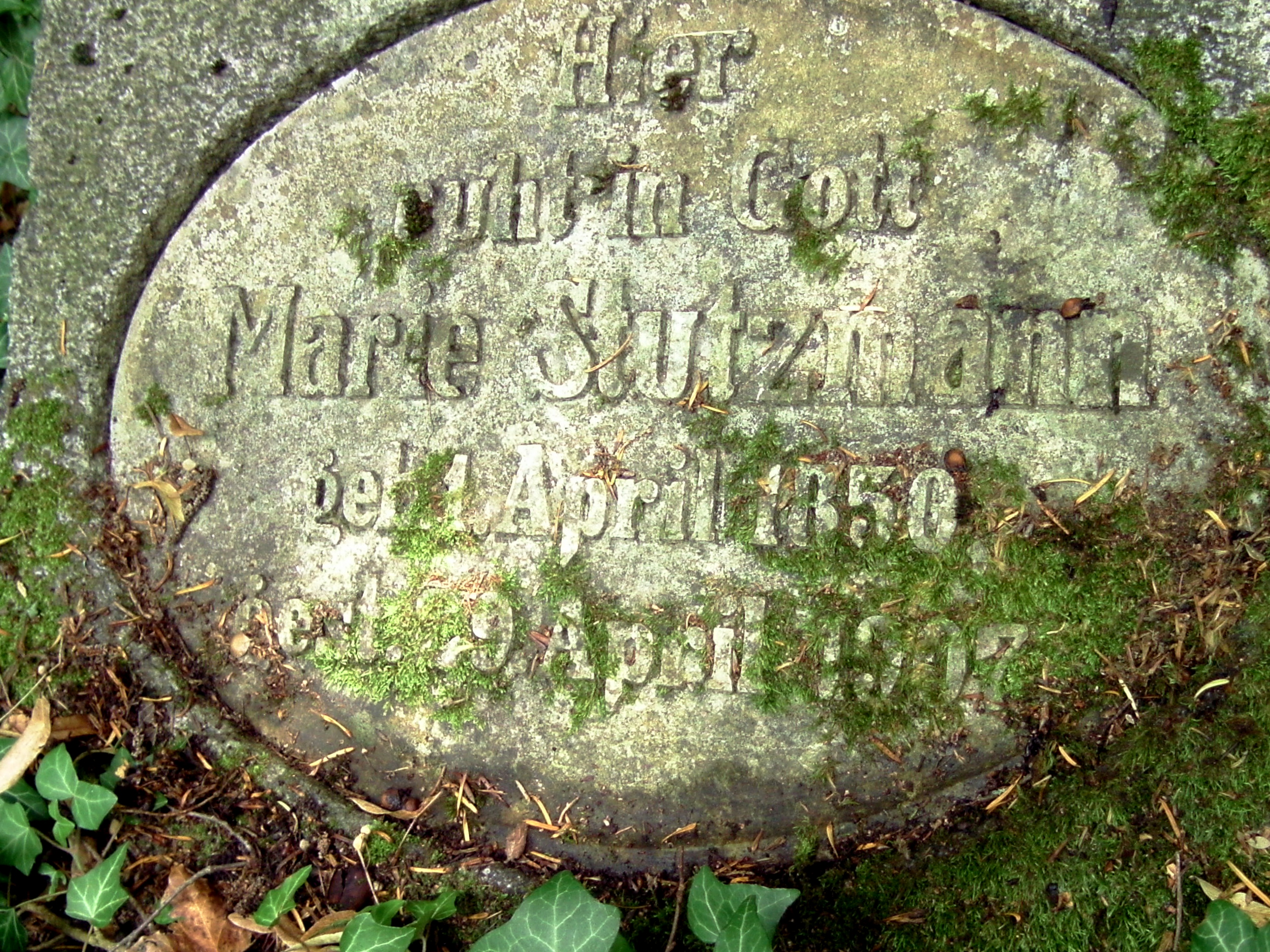
Grabmal von Marie Stutzmann, Tante von Franz Moufang und seinen Brüdern, schmückt das älteste Grab der Familie, in dem 1861 der Urgroßvater Pierre Boyssel aus Toulouse seine letzte Ruhe fand. Bergfriedhof Heidelberger (Abt. D), in der Professorenreihe

Etwa fünf Jahre war Franz Moufang nach dem Verlust seiner ersten Frau alleine lebend. Dann begegnete er noch einmal einer Frau, wieder einer Musikerin, der Pianistin Margarete Stange. Mit ihr war er in zweiter Ehe über 15 Jahre noch einmal glücklich verheiratet. Kunstausstellungen, Vorträge, Theater und vor allen Dingen Kammermusikkonzerte, hatte er auch in den Jahren seiner Witwerschaft regelmäßig besucht. Auch zwei bedeutende Reisen hatte er in diesen Jahren, als knapp Mitte 70-Jähriger unternommen. Mit einem Über–Land–Komfortreisebus bis nach Andalusien, wo ihn die Ästhetik der maurischen Architektur überwältigte und, fast einen Kontrapunkt zu nennen, eine Reise, ebenfalls mit einem Über–Land–Komfortreisebus, unterwegs in den Norden, zu den Spuren der Geschichte Schottlands.
Nach seiner Wiederverheiratung konnte Moufang solch schöne Erlebnisse noch einmal für viele Jahre in Verbundenheit teilen.
Franz Moufang fand seine letzte Ruhe auf dem Heidelberger Bergfriedhof im Familiengrab neben seiner Tante Anna Maria Probst, geb. Moufang. In dieser Grabstätte ruht auch die 1. Ehefrau von Franz Moufang, Margret Moufang, geb. Joeres. Die Lebensdaten seiner in Hamburg verstorbenen 2. Ehefrau, Margarethe Deta Moufang, geb. Schwanfeldt, verw. Stange, sind in das Grabmal eingemeißelt. Die Grabanlage befindet sich in der Abteilung D, wenige Grabstellen entfernt von dem Familiengrab seiner Eltern Wilhelm Moufang und Julie Moufang, geb. Stutzmann, dem früh verstorbenen Bruder Fritz und dem Bruder Nicola Moufang.

## Schriften
- Das Alter der Volljährigkeit in Deutschland. 86 Seiten, DIN A4. Dissertation zur Erlangung der Verleihung der Würde des Dr. jur. der Hohen Juristischen Fakultät an der Ruperto Carola, Heidelberg. 1923.

## Ehrungen
- Eisernes Kreuz (1914) II. Klasse
- Orden vom Zähringer Löwen Ritterkreuz II. Klasse mit Eichenlaub und Schwertern
- Zähringer Löwe

- Siehe auch Liste von Kriegen und Schlachten im 20. Jahrhundert

## Zitate zur Persönlichkeit von Franz Moufang
Aus dem Feuilleton der RNZ zum 75. Geburtstag von Franz Moufang 1968
- Zitat Josef von Golitschek: „Es war ein Teil seiner selbstgewählten Aufgabe, aus eigenen Kräften zum kulturellen Leben der Vaterstadt beizutragen, ein vollendetes Beispiel dessen, was man heute mit dem wohltönenden Wort "Bürgerinitiative" preist – und so selten praktiziert.“

- Zitat Josef von Golitschek: „Sein Beispiel, das Beispiel eines Mannes der sich stets im Hintergrund hielt und dennoch unermüdlich wirkte.“

- Zitat Josef von Golitschek: „Als kleiner Dank für lebenslanges Mühen und Gruß an einen liebenswerten Menschen, dem sich so viele in Freundschaft verbunden fühlen.“

Aus dem Feuilleton der RNZ zum Tode von Franz Moufang 1984
- Zitat Heide Seele: „Dr. Franz Moufang war eine Persönlichkeit, bei der innere Noblesse und äußerer Habitus zur Deckung kamen. Er nahm bis zu seinem Tod am politischen und kulturellen Geschehen regen Anteil, ließ sich von körperlichen Gebrechlichkeiten nicht unterkriegen und machte damit deutlich, was der Geist über die Materie vermag.“

- Zitat Heide Seele: „Wenn wir Franz Moufang mit seiner liebenswerten Frau in Handschuhsheim trafen, dann kreisten die Gespräche stets um Aktuelles, um Wert oder Unwert der letzten Theaterinszenierung, um eine Ausstellung, ein Konzert. Auf kulturellem Sektor kannte sich Moufang aus, und hier hat er sich unschätzbare Verdienste um die Stadt Heidelberg erworben.“

- Zitat Heide Seele: „Er war überhaupt ein warmherziger, an allem Anteil nehmender Zeitgenosse und versuchte seine 91 Jahre – soweit das möglich war – zu ignorieren. In Franz Moufang haben wir einen guten Freund verloren.“

## Die Sammlung Franz Moufang
Die Sammlung Franz Moufang beinhaltet vorwiegend Arbeiten aus dem graphischen Werk der angeführten Künstler. In der Namensliste konnten nicht alle Künstler, die in der Sammlung Franz Moufang vertreten sind und nach Moufangs Kriterien für die Entwicklung der bildenden Kunst des 20. Jahrhunderts repräsentativ waren, angeführt werden.
| - Max Ackermann - Adam Antes - Alexander Archipenko - Ernst Barlach - Eduard Bargheer - Willi Baumeister - Max Beckmann - Herbert Böttger - Georges Braque - Alexander Calder - Heinrich Campendonk - Marc Chagall - Salvador Dalí - Robert Delaunay - Otto Dix - Jean Dubuffet - Josef Eberz - Max Ernst - Lyonel Feininger - Conrad Felixmüller - Hasso Gehrmann - Alberto Giacometti - HAP Grieshaber - Juan Gris - Erich Heckel - Bernhard Hoetger - Ferdinand Hodler - Karl Hofer - Horst Janssen - Igor von Jakimow - Alexej von Jawlensky - Wassily Kandinsky - Ida Kerkovius - Ernst Ludwig Kirchner - Paul Klee - Käthe Kollwitz - Oskar Kokoschka - Willibald Kramm - Alfred Kubin - Max Laeuger - Fernand Léger | - Wilhelm Lehmbruck - El Lissitzky - Kasimir Malewitsch - Franz Marc - Marino Marini - Frans Masereel - Ewald Mataré - Henri Matisse - Joan Miró - Felix Müller - Otto Mueller - Hanna Nagel - Ernst Wilhelm Nay - Emil Nolde - Pablo Picasso - Max Pechstein - Serge Poliakoff - Hans Purrmann - Alexander Rodtschenko - Will Sohl - Edwin Scharff - Rudolf Scharpf - Josef Scharl - Oskar Schlemmer - Karl Schmidt-Rottluff - Georg Schrimpf - Kurt Schwitters - Hans Fischer-Schuppach - Kurt Schwitters - Jean Tinguely - Toulouse-Lautrec - Maria Uhden - Max Unold - Maurice Utrillo - Hans Thoma - Albert Weisgerber - Marianne von Werefkin - Fritz Winter - Gustav Wolf - Ossip Zadkine |

## Ausstellungen
- Internationale Druckgraphik des 20. Jahrhunderts aus Heidelberger Privatbesitz. Heidelberger Kunstverein. 1962.
- Kunst des 20. Jahrhunderts aus Heidelberger Privatbesitz. Heidelberger Kunstverein. 1965.
- Künstlerplakate des 20. Jahrhunderts. Der Heidelberger Kunstverein zeigt die Sammlung Dr. Franz Moufang. 1968.